# Флакер, Александр
Алекса́ндр Фла́кер (хорв. Alexandar Flaker; 24 июля 1924, Белосток, Польша — 25 октября 2010, Загреб, Хорватия) — хорватский литературовед, критик, переводчик. Профессор Загребского университета (с 1962). Исследователь русского авангарда. Участник Народно-освободительной войны Югославии.

## Биография
Александр Флакер родился 24 июля 1924 года в Белостоке (Польша). В семилетнем возрасте в 1931 году переехал с родителями и старшим братом в Хорватию.
Участник Народно-освободительной войны Югославии 1941—1945 годов.
В 1949 году окончил Загребский университет. Сразу после окончания университета Флакер был принят ассистентом на кафедру русской литературы философского факультета Загребского университета, в 1962 году стал профессором и вышел на пенсию в 1989 году.
Автор исследований по истории хорватской литературы, русско-югославским литературным связям XIX—XX веков («Советская литература в Югославии. 1918—1941», 1965, и др.), сравнительному литературоведению и теории литературы. Составитель и переводчик антологий и сборников советской литературы: «Современные русские писатели» («Suvremeni ruski pisci», т. 1—4, 1962—64), «Русская литературная критика» («Ruska književna kritika», 1966), «Советская литература. 1917—1932» («Sovjetska književnost. 1917—1932», 1967).

## Научная деятельность
Александр Флакер — автор 17 книг и около 800 статей на нескольких языках (хорватском, русском, немецком, английском, итальянском и др.).
Исследователь русского авангарда.

## Участие в творческих и общественных организациях
- Член Югославской академии наук и искусств (1975)[1]

## Награды и премии
- Орден «За заслуги» III степени (20 августа 2008 года, Украина) — за весомый личный вклад в укрепление авторитета Украины в мире, популяризацию её исторических и современных достижений и по случаю 17-й годовщины независимости Украины[3]
- Премия Владимира Назора (1984)
- Медаль А. С. Пушкина (2005, Международная ассоциация преподавателей русского языка и литературы)[4]
- Международная отметина имени отца русского футуризма Давида Бурлюка[5]

## Почётные звания
- Почётный член Венгерской академии наук[1]
- Почётный доктор филологического факультета Санкт-Петербургского государственного университета (2008)[6]